# The Half-Breed (1916)
The Half-Breed is een Amerikaanse western uit 1916 onder regie van Allan Dwan. In Nederland werd de film destijds uitgebracht onder de titel Douglas, de halfbloed.

## Verhaal
Als halfbloed wordt Lo Dorman gezien als een paria. Nellie, de dochter van een predikant, ziet helemaal geen been in zijn gemengde afkomst. Dankzij Nellie kan Dorman zich tussen de mensen begeven. Sheriff Dunne doet er alles aan om hem in een slecht daglicht te stellen. Niemand is ervan op de hoogte dat de sheriff in feite de vader is van Dorman.

## Rolverdeling
| Acteur            | Personage    |
| ----------------- | ------------ |
| Douglas Fairbanks | Lo Dorman    |
| Alma Rubens       | Teresa       |
| Sam De Grasse     | Sheriff Dunn |
| Tom Wilson        | Dick Curson  |
| Frank Brownlee    | Winslow Wynn |
| Jewel Carmen      | Nellie       |
| George Beranger   | Jack Brace   |